# Плодистий Олександр Петрович
Олександр Петрович Плодистий (5 травня 1980, Білозір'я, Черкаська область) — український дипломат. Генеральний консул України в Гданську (з 2021).

## Життєпис
Народився 5 травня 1980 року в селі Білозір'я, на Черкащині. У 2003 році закінчив з відзнакою Національну юридичну академію України імені Ярослава Мудрого за спеціальністю «Правознавство», за фахом юрист. Вільно володіє французькою та англійською, польською та іспанською мовами.
З 2003 року працює на різних посадах в Департаменті консульської служби МЗС України та в дипломатичних представництвах України за кордоном. Був аташе, згодом третім секретарем з консульських питань Посольства України в Королівстві Марокко, першим секретарем з консульських питань Посольства України у Франції. З 19 серпня 2021 року почав працювати на посаді консула України в Гданську. Екзекватуру — документ від Польщі, який дає право виконувати функції консула, отримав на початку вересня.